# Neustrien

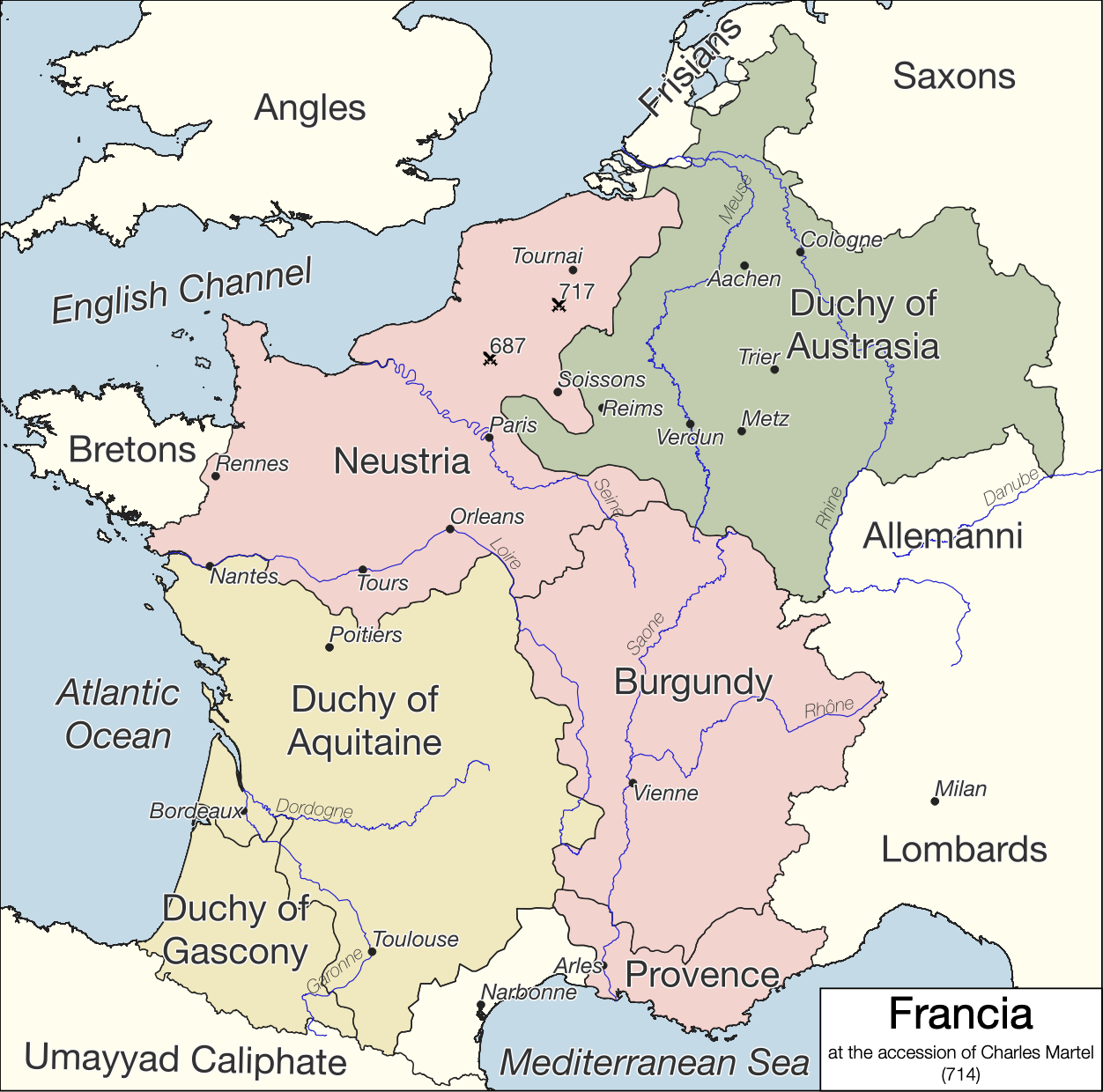
Karta över Neustrien i Frankerriket år 714.

Neustrien var ett frankiskt rike som uppstod vid Klodvigs död 511 då frankerriket delades mellan Klodvigs söner och sträckte sig från Pyrenéerna över Akvitanien till Engelska kanalen och omfattade norra delen av dagens Frankrike. Neustrien upphörde att existera med den merovingiska kungaätten på 700-talet.

## Bakgrund
Den återkommande uppdelningen av frankerriket mellan merovingiska tronarvingarna gjorde att Neustrien nästan konstant befann sig i krig med Austrasien, de östra delarna av frankerriket, under en period på nästan två hundra år. Under denna period var Neustrien och Austrasien endast förenade till ett rike under några kortare perioder. 
Första gången det skedde var under Chlothar I, kung 558-562, som efterträddes av Chilperik I, kung 566-584. Maktkampen återupptogs då Chilperiks änka Fredegund av Neustrien, mor till den nye kungen Chlothar II, kung 584-628, inledde ett bittert krig som skulle vara i mer än 40 år. Efter att Fredegund avlidit och begravts i Paris 597 fortsatte Chlothar kampen mot Brunhilda av Austrasien och var framgångsrik till en början. 
Under Dagobert I, kung 628-637, enades till slut de två rikena temporärt en andra gång men vid det laget hade de merovingiska kungarnas auktoritet underminerats av hovens maior domus, "husmästare" som alltmer började bli de verkliga makthavarna.
687 kunde Pippin av Herstal, maior domus i Austrasien, slutgiltigt besegra de neustriska styrkorna vid Tertry och förena de två rikena. Pippins ättlingar, karolingerna, fortsatte att styra de två rikena som maior domus ända till 751 då Pippin den lille med påvens samtycke kunde låta sig krönas till fransk kung. Neustrien, Austrasien och Burgund förenades då under en krona och namnen upphörde gradvis att användas.